# Bienal Internacional del Libro de São Paulo

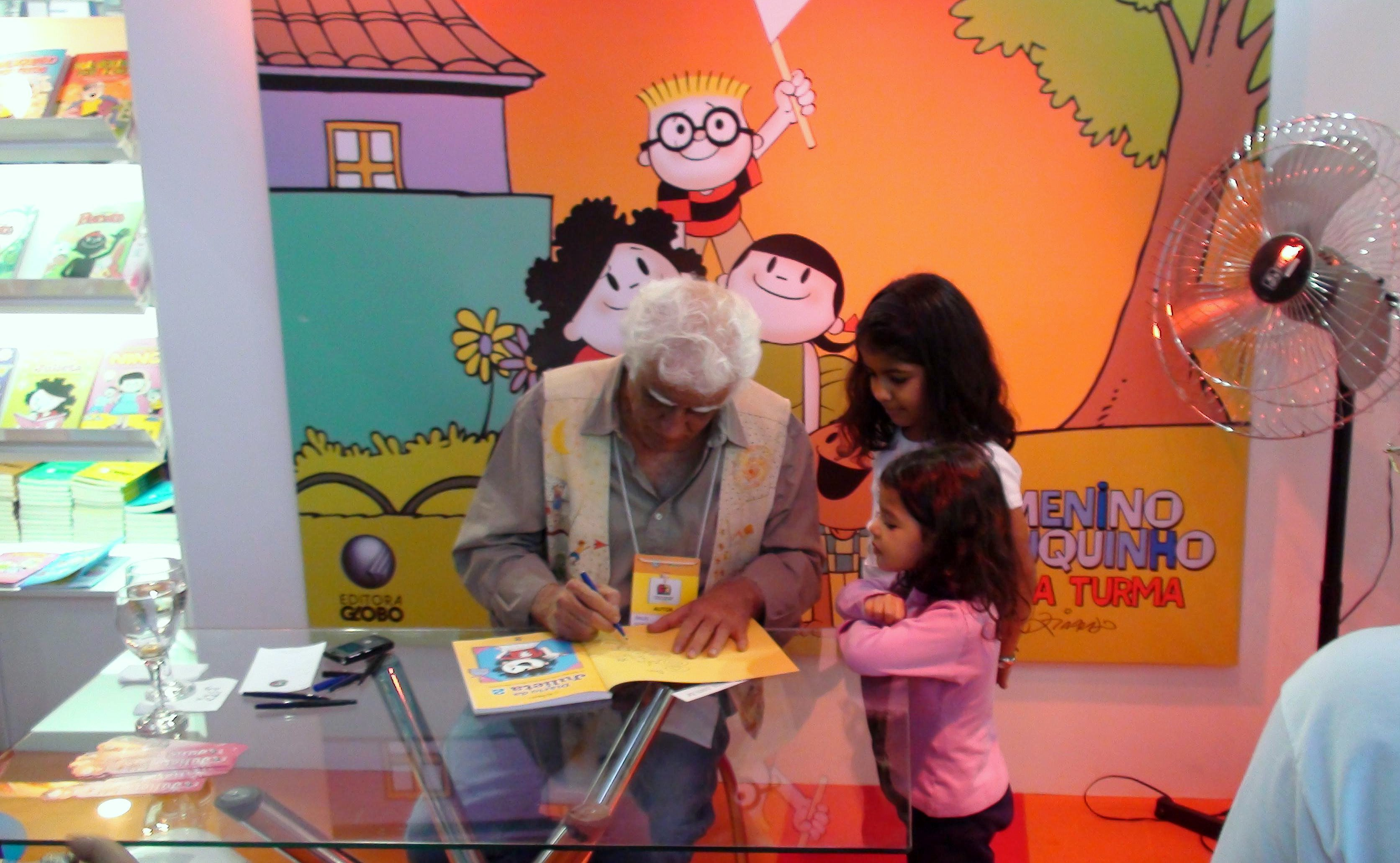
El escritor y dibujante Ziraldo en la «20ª Bienal do Livro» (2008).

La Bienal Internacional del Libro de São Paulo, Brasil, es un evento cultural promovido por la Cámara Brasileña del Libro, en el espíritu de las tradicionales ferias literarias europeas. La primera Bienal se celebró entre el 15 y el 30 de agosto de 1970. La vigésima primera edición (2010) tuvo una audiencia de más de 740.000 personas.
La vigésima segunda edición del evento tendrá lugar entre el 9 y 19 de agosto de 2012 en el Centro de Exposiciones de Anhembi, el más grande de América Latina.